# Impulse (FSP)
Impulse is een studioalbum van Free System Projekt. Die muziekgroep bestond destijds nog maar uit een man, Marcel Engels. Hij nam in zijn eigen geluidsstudio een zesdelige suite op binnen de stijl van de Berlijnse School voor elektronische muziek. De belangstelling voor dit soort muziek was destijds te klein om persing in een zelfs kleine oplage winstgevend te maken; er werd gekozen voor delivery-on-demand via cd-r. 

## Musici
- Marcel Engels – synthesizers, elektronica

## Muziek
| Nr. | Titel                          | Duur |
| --- | ------------------------------ | ---- |
| 1.  | Impulse (The closening)        | 9:54 |
| 2.  | Impulse (The nightmare)        | 9:48 |
| 3.  | Impulse (The chase)            | 8:59 |
| 4.  | Impulse (The opening)          | 6:51 |
| 5.  | Impulse (The relief)           | 7:23 |
| 6.  | Impulse (The closening part 2) | 6:50 |

Het album werd in 2005 opnieuw uitgegeven met de extra track And then there were two (21:53). Zoals die titel duidelijk maakt, Ruud Heij was inmiddels toegetreden in FSP. 